# 朴明洙
朴明洙（： Bak Myeong Su；1970年9月27日—）是一名韓國男喜劇演員、主持人、歌手、唱片騎師及音樂製作人，出生於全羅北道群山市。
1993年在MBC出道後開始在喜劇、歌手、主持及綜藝多方向發展。在南韓三大地面電視台分別主持不少綜藝節目，當中包括非常受歡迎的《無限挑戰》和《來玩吧》，以及電台節目《朴明洙的2點的約會》。另外，朴明洙亦發行過多張專輯，著名歌曲有《大海的王子》（韓國女子組合LPG曾於2007年翻唱）。

## 簡介

### 漢字姓名
20160318『回頭看我』播出時李敬揆寫了朴明洙漢字名字。

### 個人生活
朴明洙和交往多年任職於韓國某皮膚科醫院院長的女友韓秀敏（音譯）於2008年4月8日舉行婚禮，並於同年8月得一女朴敏舒（音譯），因此朴明洙也於節目中常被稱為「敏舒阿爸」。朴明洙是《無限挑戰》中第一個結婚的成員。
朴明洙曾為SM娛樂旗下藝人，於2009年12月成立個人經紀公司「Mohani」（모하니）。

### 無限挑戰
在《無限挑戰》中，朴明洙除了跟隨著「一把手」劉在錫自稱為「二把手」（2인자）外，也被稱為「巨星」（거성）。因曾在首爾經營炸雞連鎖店而也被稱為「炸雞CEO」。自2007年10月，朴明洙開始被稱為渺小哥（하찮은 형）。
朴明洙亦被視為「咆哮始祖」（호통개그），在節目中整天都在吼叫跟為難別人，尤其他經常與鄭埻夏吵架，被節目成員戲稱「夏與洙」（하&수）組合。

### G-park Studio
近年，朴明洙涉足唱片騎師領域，於韓國創辦有電子音樂製作品牌「G-park Studio」（G-park 스튜디오）。其本人之外，旗下創作人還有劉在煥等。「DJ G-park」為其在電子舞曲界的藝名，並以此活躍於世界範圍的酒吧及俱樂部等娛樂場所。

## 廣播節目
- MBC FM4U《朴明洙的2點的約會（朝鲜语：두시의 데이트）》主持（2008年4月－2010年10月17日）
- KBS Cool FM《朴明洙的Radio Show（朝鲜语：라디오쇼 (라디오 프로그램)）》主持（2015年1月1日至今）

## 影視作品

### 電視劇
- 2007年：MBC《李祘》（2007年9月17日）客串
- 2009年：MBC《賢內助女王》飾演：面試者（2009年3月16日）客串第20集

### 電影
- 2017年：《爸爸是女兒（朝鲜语：아빠는 딸）》客串、飾演（精神病患至超商演店員）

### 配音
- 2006年： 電影《海底大冒險》
- 2008年： 電影《寶貝與我（朝鲜语：아기와 나 (영화)）》
- 2010年： 電影《藍色小精靈》配音：賈不妙
- 2013年： 電影《藍色小精靈2》配音：賈不妙
- 2015年： 電影《Begin Again》配音（MBC中秋節精選電影《無限挑戰》特別配音版；與無限挑戰成員；為節目內任務）

## 音樂作品
- 〈Change〉（1999年9月）
- 〈Dr. Park〉（2000年8月）
- 〈風之子〉（바람의 아들）（2002年8月）
- 〈Tal-la-la〉（탈랄라）（2005年6月）
- 〈冷面〉（냉면）與Jessica（2009年7月）
- 〈Fyah!〉與吉（Leessang）（2010年4月）
- 〈鯨魚〉（고래）與妮可（KARA）（2010年7月）
- 〈花天酒地〉與G-Dragon（BIGBANG）、朴春（2NE1）（2011年7月）
- 〈屋子裡瀟灑哥〉MV及對白演出，劉在錫、李笛主唱（2012年7月）
- 〈是夢嗎〉與鄭燁（2012年10月）
- 《朴明洙的怎樣歌謠》特輯6首歌曲作曲及2首歌曲填詞（2012年12月）
- 〈I Got C〉與Primary、Gaeko（朝鲜语：개코）（Dynamic Duo）（2013年11月）
- 〈Good bye PMS〉與Lizzy（After School）（2015年2月）
- 〈Leon〉與IU（2015年8月）

## 獎項
| 年份 | 獎項 |
| ---- | --- |
| 2006 | - MBC演藝大賞－ 綜藝節目部門 男子最優秀賞（《無限挑戰》） |
| 2007 | - MBC演藝大賞－友情賞（《無限挑戰》） |
| 2008 | - 百想藝術大賞－男子綜藝賞（《Happy Together》） |
| 2010 | - MBC演藝大賞－奇異賞 屈辱獎（《無限挑戰》） - MBC演藝大賞－綜藝部門、娛樂部門 男子最優秀賞（《無限挑戰》） - KBS演藝大賞－最佳演藝人獎（《Happy Together》、《百分滿分》） |
| 2011 | - MBC演藝大賞－Best Couple賞 一位（與鄭埻夏）（《無限挑戰》） |
| 2012 | - MBC演藝大賞－大賞（《無限挑戰》、《我是歌手2》） |
| 2015 | - KBS演藝大賞－Show 娛樂部門最優秀獎（《Happy Together》、《回頭看我》） |
| 2017 | - MBC演藝大賞－綜藝部門 男子最優秀獎（《無限挑戰》、《世界上所有放送》） |

## 外部連結
- 朴明洙 （页面存档备份，存于）的Daum Cafe專頁
- 朴明洙的Instagram帳戶
- YouTube上的朴明洙頻道
- 朴明洙在互联网电影资料库（IMDb）上的資料（英文）